# Фалезька операція

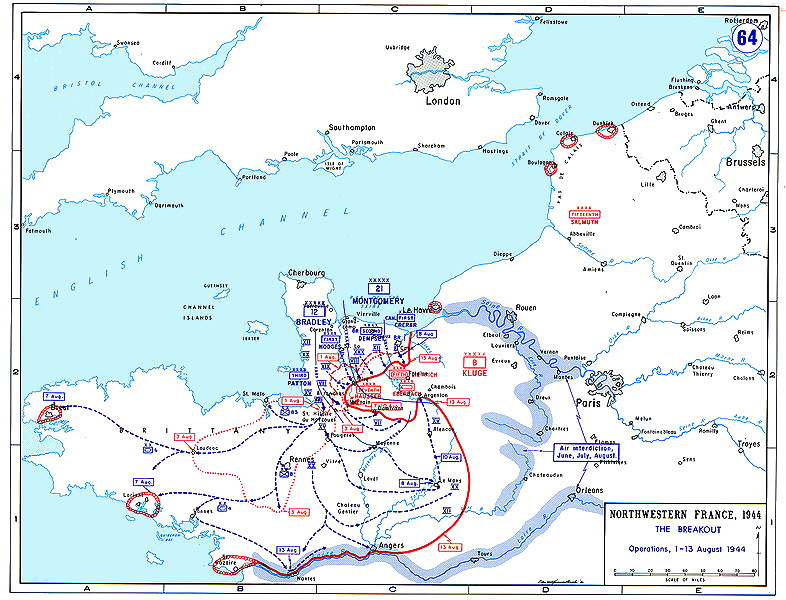
Загальна карта обстановки, що склалася на момент початку Фалезької операції

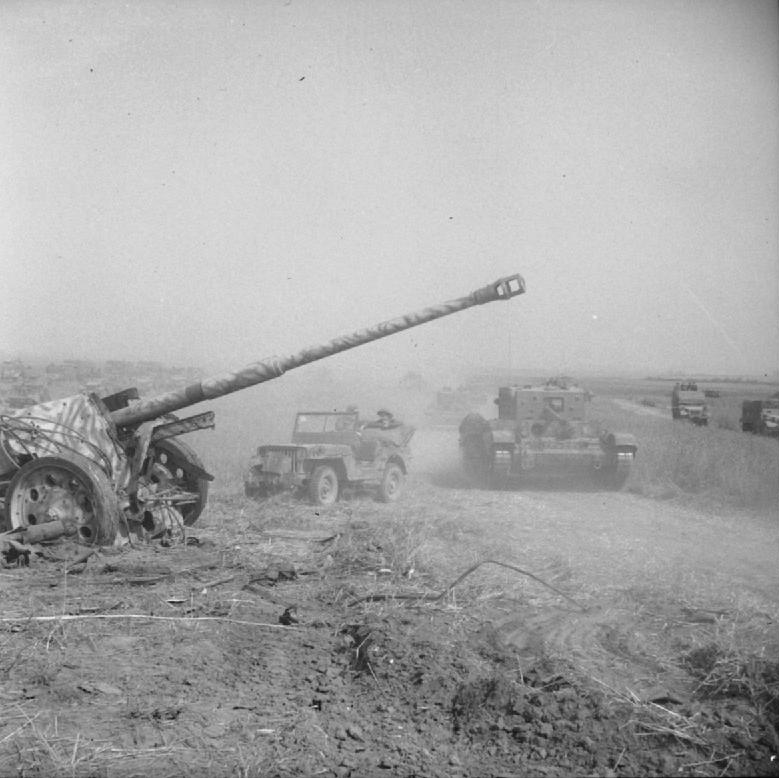
Британський танк Cromwell та джип Willys MB проїжджають біля залишеної 88-мм протитанкової гармати Pak 43. Операція «Тоталайз»

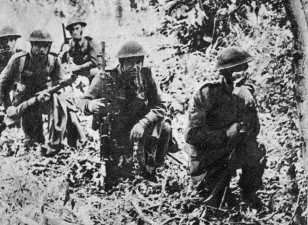
Польські війська просуваються до висоти 262

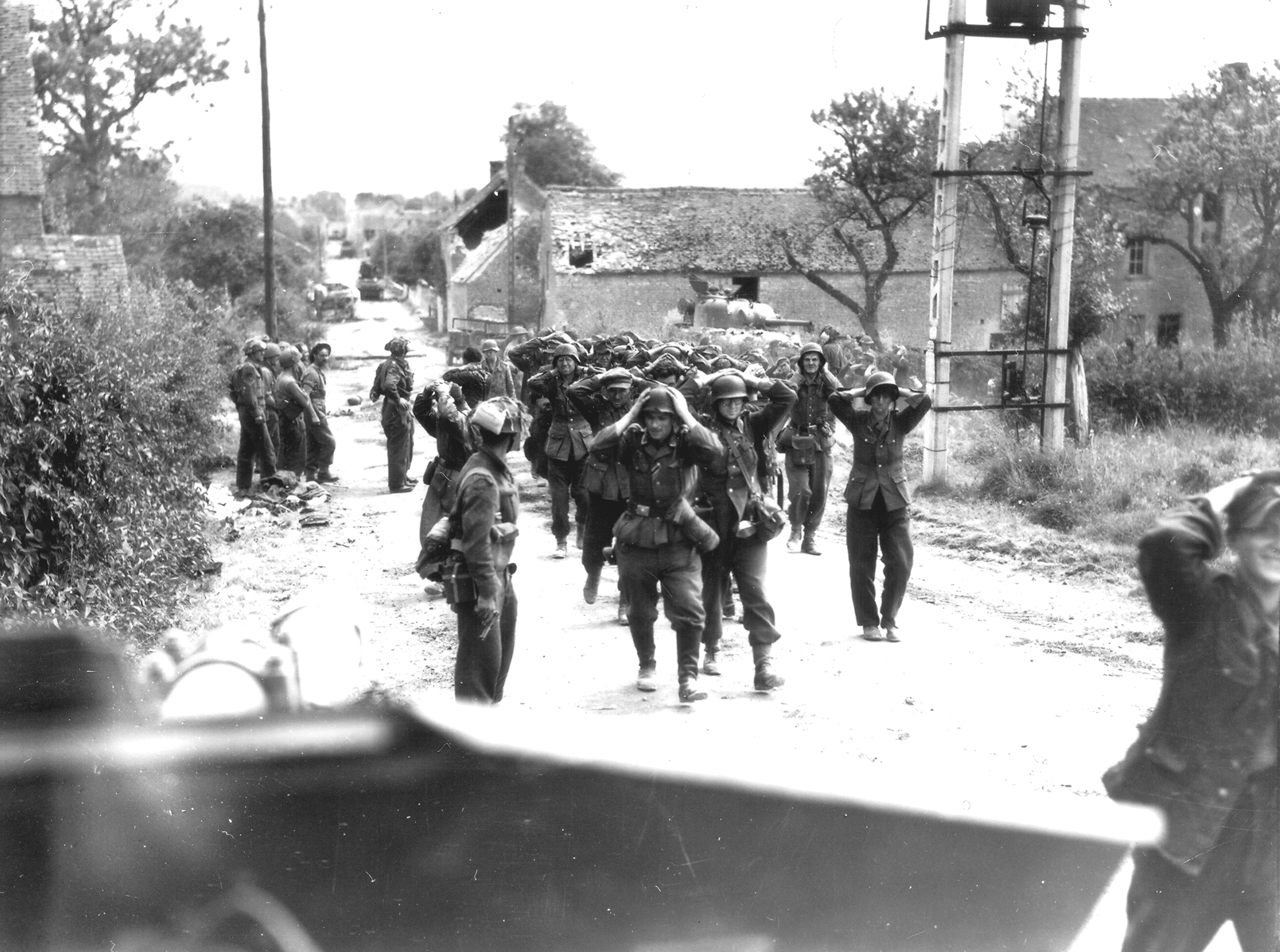
Німецькі військовополонені захоплені у Фалезькому котлі. Сен-Ламбер. 21 серпня 1944

Фалезька операція (англ. Falaise pocket; нім. Kessel von Falaise) — одна з найбільш вирішальних наступальних операцій сил союзників у ході операції «Оверлорд» у період з 12 по 24 серпня 1944, що завершилася оточенням та розгромом значних сил Вермахту.
Операція отримала свою назву на честь французького міста Фалез, де німецькі 7-ма та 5-та танкова армії було оточено військами союзників. Щодо битви також часто вживають назву Фалезький котел або Фалезький коридор, через характер боїв, що відбувалися, коли частині німецьких військ вдалося вирватися з оточення. Попри це, основні сили Вермахту, що дислокувалися на захід від річки Сена, було розгромлено або захоплено в полон, таким чином створено сприятливі умови для виходу основних сил союзників на оперативний простір й просування їх до Парижа й далі — до німецько-французького кордону.
В результаті успішно проведеної наступальної операції «Кобра», американцям вдалося прорватися із захоплених плацдармів на узбережжі Нормандії та організувати швидке просування у загальному напрямку на південь та південний схід, а також углиб Бретані. Незважаючи на важку обстановку, що склалася внаслідок успішного наступу американських військ, а також ситуацію навколо Кану, де об'єднані британсько-канадські війська поступово брали гору над німецькими формуваннями, і до того ж — на катастрофічну нестачу резервів, генерал-фельдмаршалу Гюнтеру фон Клюге, головнокомандувачу військами Вермахту на Заході, особисто Гітлером було категорично заборонено залишити утримувані позиції та організовано відступити на вигідніші. Більше того, Гітлер вперто наполягав на здійсненні контрудару американським військами в районі Мортену.
Вимушений виконувати прямий наказ фюрера, Клюге, зібравши 4 танкові дивізії (все, що він мав у своєму розпорядженні), здійснив операцію «Льєж» (нім. Unternehmen Lüttich), однак, як і варто було очікувати, фельдмаршал не зміг змінити обстановку на свою користь, більш того — Вермахт втратив останні резерви. Врешті-решт операція скінчилася повним розгромом німецьких танкових військ та рішучою перемогою Першої американської армії.
Головнокомандувач 21-ю групою армій об'єднаних сил союзників фельдмаршал Б. Монтгомері негайно скористався промахом Клюге, який власноруч створив умови для повного оточення та розгрому його військ. 8 серпня 1944 року Монтгомері віддав наказ про наступ на флангах своїх військ, що охоплювальними ударами, оточили основні сили противника в районі Фалез-Шамбуа. Війська 1-ї американської армії створювали південний фланг угруповання, британська 2-га армія утримувала позиції у центрі, в той час, як канадська 1-ша армія загрожувала оточеним з півночі. Німці міцно утримували зайняті рубежі, відважно стикаючись з ворогом, але не розпочинали відступ аж до 17 серпня.
19 серпня союзники зімкнули кільце оточення в районі Шамбуа, проте сил для повного блокування оточених не вистачало. Відчайдушними атаками німці час від часу проривали коло оточуючих та створювали коридори для виведення військ. Так, на одному з найбільш загрозливих шляхів прориву німецьких військ опинилися підрозділи 1-ї польської бронетанкової дивізії, що тривалий час міцно утримували рубежі на ключовій ділянці, що з'єднувала німецькі війська.
Ввечері 21 серпня котел був остаточно закритий: майже 50 000 німецьких вояків опинилися всередині кільця оточення. Багато кому вдалося просочитися крізь позиції союзних військ, але загальні втрати, як серед особового складу, так і в техніці, були величезні. Вермахт повністю втратив ініціативу на Західному фронті; через 2 доби союзниками було визволено Париж, а 30 серпня останній німецький солдат відступив за Сену. Операція «Оверлорд» закінчилася повним тріумфом союзників.